# Жванчик (притока Ушиці)
Жва́нчик, Жван — річка в Україні, в межах Кам'янець-Подільського району Хмельницької області. Права притока Ушиці (басейн Дністра).

## Опис
Довжина 29 км. Площа водозбірного басейну 99 км². Похил річки 7 м/км. Долина коритоподібна, завширшки 0,3—1,5 км. Річище завширшки до 5 м, завглибшки 0,3—1,5 м. Використовується на рибництво. Стік частково зарегульований ставками. Уздовж берегів водоохоронні смуги.

## Розташування
Жванчик бере початок на південний захід від села Лисець. Тече переважно на південь, у пригирловій частині повертає на схід. Впадає до Ушиці на північний схід від смт Стара Ушиця. 